# 第十四届全国人民代表大会第一次会议
中华人民共和国第十四届全国人民代表大会第一次会议（简称十四届全国人大一次会议）于2023年3月5日至13日在北京召开。

## 会议时间及议程

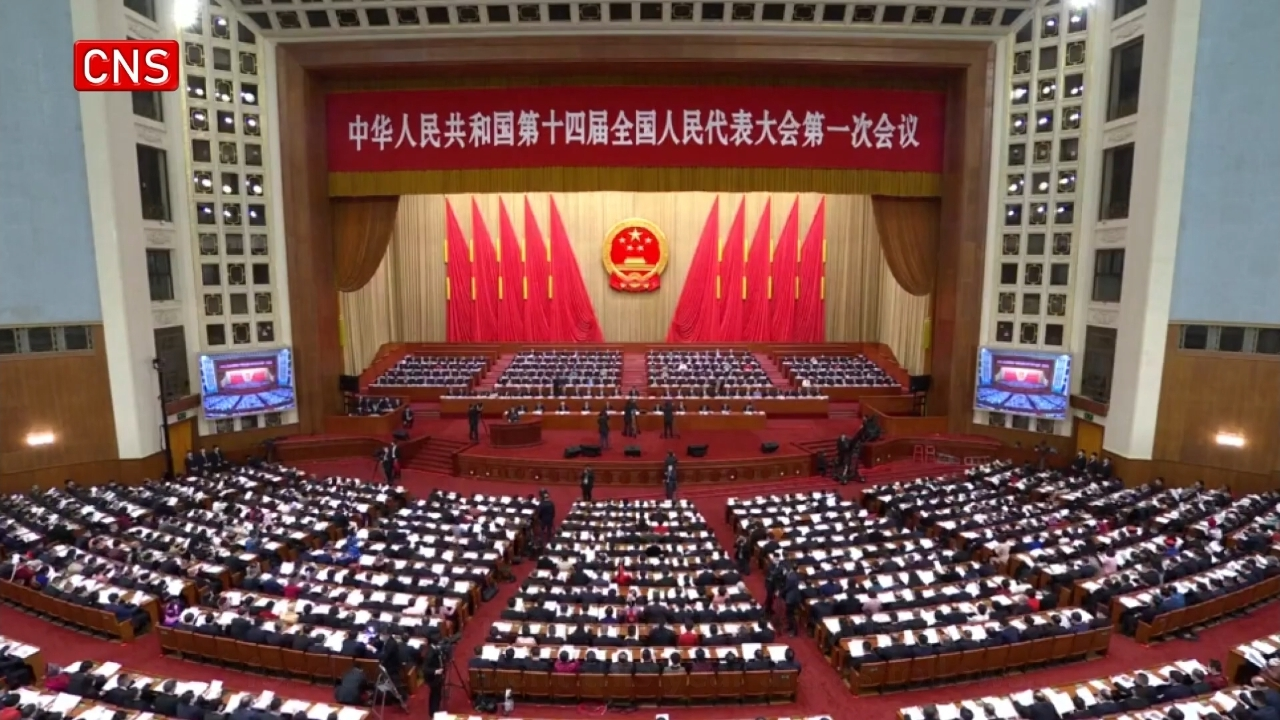
十四届全国人大一次会议现场，国务院总理李克强作政府工作报告。

2022年12月30日第十三届全国人民代表大会常务委员会第三十八次会议在北京召开，决定会议于2023年3月5日在北京召开，并建议大会设置八项议程。
2023年2月28日，中国共产党第二十届中央委员会第二次全体会议公報發佈，會議討論並审议通過了《党和国家机构改革方案》，該方案的部分内容按照法定程序提交十四届全国人大一次会议审议，大会议程增至九项。
2023年3月4日，十三届全国人大常委会在北京人民大会堂举行第一百三十六次委员长会议，会议决定将十四届全国人大一次会议主席团和秘书长名单草案、议程草案草案分别提请十四届全国人大一次会议预备会议选举和表决。同日進行十四届全国人大一次会议举行预备会议，表决通过了十四届全国人大一次会议议程，以及选举产生了主席团和秘书长。预备会议后，十四届全国人大一次会议主席团举行第一次会议，大会定于3月5日上午开幕，3月13日上午闭幕。
2023年3月4日，十四届全国人大一次会议大会举行新闻发布会，大会发言人王超表示本次大会会期8天半，议程共有九项。九项议程如下：
1. 听取和审议国务院总理李克强关于政府工作的报告；
2. 审查2022年国民经济和社会发展计划执行情况与2023年国民经济和社会发展计划草案的报告；
3. 审查2022年中央和地方预算执行情况与2023年中央和地方预算草案的报告；
4. 审议全国人民代表大会常务委员会关于提请审议《中华人民共和国立法法（草案）》的议案；
5. 听取和审议全国人大常委会委员长栗战书关于全国人民代表大会常务委员会工作的报告；
6. 听取和审议最高人民法院院长周强关于最高人民法院工作的报告；
7. 听取和审议最高人民检察院检察长张军关于最高人民检察院工作的报告；
8. 审议国务院机构改革方案；
9. 选举和决定任命国家机构组成人员。

关于会议采访方式，王超表示，将采用多种进行，大会新闻发布会、记者会、“代表通道”、“部长通道”等集中采访活动采用现场方式进行，并就会议有关议题参与网络访谈、社交平台直播等，与网民互动。

## 会议日程
（依现场实况）
| 日期          | 时间  | 内容 |
| ------------- | ----- | --- |
| 2023年3月5日  | 09:00 | 代表大会第一次全体会议（开幕会） |
| 2023年3月5日  | 09:03 | 开幕 |
| 2023年3月5日  | 09:06 | 听取国务院总理李克强关于政府工作的报告 |
| 2023年3月5日  | 10:03 | 审查国务院关于2022年国民经济和社会发展计划执行情况与2023年国民经济和社会发展计划草案的报告、2023年国民经济和社会发展计划草案 |
| 2023年3月5日  | 10:03 | 审查国务院关于2022年中央和地方预算执行情况与2023年中央和地方预算草案的报告，审查2023年中央和地方预算草案 |
| 2023年3月5日  | 10:04 | 听取全国人大常委会副委员长王晨关于中华人民共和国立法法修正草案的说明 |
| 2023年3月5日  | 10:24 | 表决大会关于设立第十四届全国人大专门委员会的决定草案 |
| 2023年3月5日  | 10:26 | 表决大会关于第十四届全国人大专门委员会主任委员、副主任委员、委员人选的表决办法草案 |
| 2023年3月5日  | 10:28 | 表决第十四届全国人大宪法和法律委员会主任委员、副主任委员、委员人选名单草案 |
| 2023年3月5日  | 10:31 | 表决第十四届全国人大财政经济委员会主任委员、副主任委员、委员人选名单草案 |
| 2023年3月5日  | 10:35 | 休会 |
| 2023年3月5日  | 15:00 | 代表团全体会议审议政府工作报告 |
| 2023年3月6日  | 09:00 | 代表小组会议审议政府工作报告 |
| 2023年3月6日  | 15:00 | 代表小组会议审查计划报告和草案、预算报告和草案 |
| 2023年3月7日  | 09:00 | 代表小组会议审议立法法修正草案 |
| 2023年3月7日  | 15:00 | 代表大会第二次全体会议 |
| 2023年3月7日  | 15:04 | 听取全国人大常委会委员长栗战书关于全国人民代表大会常务委员会工作的报告 |
| 2023年3月7日  | 15:44 | 听取最高人民法院院长周强关于最高人民法院工作的报告 |
| 2023年3月7日  | 16:14 | 听取最高人民检察院检察长张军关于最高人民检察院工作的报告 |
| 2023年3月7日  | 16:32 | 听取国务委员兼国务院秘书长肖捷关于国务院机构改革方案的说明 |
| 2023年3月7日  | 17:03 | 休会 |
| 2023年3月8日  | 09:00 | 代表小组会议审议全国人大常委会工作报告 |
| 2023年3月8日  | 15:00 | 代表小组会议审议关于修改立法法的决定草案、国务院机构改革方案、第十四届全国人大一次会议选举和决定任命的办法草案，推选监票人 |
| 2023年3月9日  | 09:00 | 代表小组会议审议最高人民法院工作报告、最高人民检察院工作报告 |
| 2023年3月9日  | 15:00 | 代表团全体会议审议关于国务院机构改革方案的决定草案，酝酿协商中华人民共和国主席的人选，中华人民共和国中央军事委员会主席的人选，全国人大常委会委员长、副委员长、秘书长的人选，中华人民共和国副主席的人选                                                                                             |
| 2023年3月10日 | 09:00 | 代表大会第三次全体会议 |
| 2023年3月10日 | 09:06 | 表决关于国务院机构改革方案的决定草案 |
| 2023年3月10日 | 09:09 | 表决第十四届全国人大一次会议选举和决定任命的办法草案 |
| 2023年3月10日 | 09:24 | 表决总监票人、监票人名单草案 |
| 2023年3月10日 | 09:29 | 选举中华人民共和国主席 |
| 2023年3月10日 | 09:29 | 选举中华人民共和国中央军事委员会主席 |
| 2023年3月10日 | 09:29 | 选举第十四届全国人大常委会委员长、副委员长、秘书长 |
| 2023年3月10日 | 09:29 | 选举中华人民共和国副主席 |
| 2023年3月10日 | 11:25 | 休会 |
| 2023年3月10日 | 15:00 | 代表团全体会议酝酿国务院总理的人选，中华人民共和国中央军事委员会副主席、委员的人选；酝酿协商国家监察委员会主任、最高人民法院院长和最高人民检察院检察长的人选，全国人大常委会委员的人选 |
| 2023年3月11日 | 09:00 | 代表大会第四次全体会议 |
| 2023年3月11日 | 09:24 | 决定国务院总理的人选 |
| 2023年3月11日 | 09:24 | 决定中华人民共和国中央军事委员会副主席、委员的人选 |
| 2023年3月11日 | 09:24 | 选举国家监察委员会主任 |
| 2023年3月11日 | 09:24 | 选举最高人民法院院长 |
| 2023年3月11日 | 09:24 | 选举最高人民检察院检察长 |
| 2023年3月11日 | 09:24 | 选举第十四届全国人大常委会委员 |
| 2023年3月11日 | 11:53 | 休会 |
| 2023年3月11日 | 15:00 | 代表团全体会议酝酿国务院副总理、国务委员、各部部长、各委员会主任、中国人民银行行长、审计长、秘书长的人选，全国人大民族委员会、监察和司法委员会、教育科学文化卫生委员会、外事委员会、华侨委员会、环境与资源保护委员会、农业与农村委员会、社会建设委员会等专门委员会主任委员、副主任委员、委员的人选 |
| 2023年3月12日 | 09:00 | 代表大会第五次全体会议 |
| 2023年3月12日 | 09:04 | 决定国务院副总理、国务委员、各部部长、各委员会主任、中国人民银行行长、审计长、秘书长的人选 |
| 2023年3月12日 | 10:15 | 分别表决全国人大民族委员会、监察和司法委员会、教育科学文化卫生委员会、外事委员会、华侨委员会、环境与资源保护委员会、农业与农村委员会、社会建设委员会等专门委员会主任委员、副主任委员、委员人选名单草案                                                                                             |
| 2023年3月12日 | 10:39 | 休会 |
| 2023年3月12日 | 15:00 | 代表小组会议审议关于政府工作报告、年度计划、年度预算、全国人大常委会工作报告、最高人民法院工作报告、最高人民检察院工作报告的六个决议草案 |
| 2023年3月13日 | 09:00 | 代表大会第六次全体会议（闭幕会） |
| 2023年3月13日 | 09:08 | 表决关于政府工作报告的决议草案 |
| 2023年3月13日 | 09:11 | 表决全国人民代表大会关于修改《中华人民共和国立法法》的决定草案 |
| 2023年3月13日 | 09:13 | 表决关于2022年国民经济和社会发展计划执行情况与2023年国民经济和社会发展计划的决议草案 |
| 2023年3月13日 | 09:16 | 表决关于2022年中央和地方预算执行情况与2023年中央和地方预算的决议草案 |
| 2023年3月13日 | 09:18 | 表决关于全国人民代表大会常务委员会工作报告的决议草案 |
| 2023年3月13日 | 09:21 | 表决关于最高人民法院工作报告的决议草案 |
| 2023年3月13日 | 09:25 | 表决关于最高人民检察院工作报告的决议草案 |
| 2023年3月13日 | 09:30 | 中华人民共和国主席讲话 |
| 2023年3月13日 | 09:47 | 第十四届全国人大常委会委员长讲话 |
| 2023年3月13日 | 09:59 | 闭幕 |

## 主席团
- 常务主席：赵乐际、李幹傑、李鸿忠、王东明、肖捷、郑建邦、丁仲礼、郝明金、蔡达峰、何维、武维华[1]
- 成员：192人[15]
- 秘书长：李鸿忠[15]
- 副秘书长：刘俊臣、孟祥锋、姜信治、刘建波、王超[16]
- 发言人：王超[1]

## 人事任免

### 选举国家机构组成人员
- 第十四届全国人民代表大会常务委员会
  - 委员长：赵乐际
  - 副委员长：
  - 秘书长：
  - 委员：159人
- 中华人民共和国主席：习近平
  - 中华人民共和国副主席：
- 中华人民共和国中央军事委员会主席：习近平
- 中华人民共和国国家监察委员会主任：
- 中华人民共和国最高人民法院院长：
- 中华人民共和国最高人民检察院检察长：

### 表决国家机构组成人员人选
- 中华人民共和国国务院 (第十四届)
  - 总理：李强
  - 副总理：丁薛祥、何立峰、张国清、刘国中[17]
  - 国务委员：王小洪、吴政隆、谌贻琴（女，白族）[18]
  - 各部部长、各委员会主任、中国人民银行行长、中华人民共和国审计署审计长、秘书长
- 中华人民共和国中央军事委员会
  - 副主席：张又侠、何卫东
  - 委员：刘振立、苗华、张升民

### 人事案票数统计
| 选举国家主席                 | 选举国家主席                 | 选举国家主席                 | 选举国家主席                 | 选举国家副主席               | 选举国家副主席               | 选举国家副主席               | 选举国家副主席               |
| 候选人                       | 赞成票                       | 反对票                       | 弃权                         | 候选人                       | 赞成票                       | 反对票                       | 弃权                         |
| ---------------------------- | ---------------------------- | ---------------------------- | ---------------------------- | ---------------------------- | ---------------------------- | ---------------------------- | ---------------------------- |
| 习近平                       | 2952                         | 0                            | 0                            | 韩正                         | 2952                         | 0                            | 0                            |
| 选举国家军委主席             | 选举国家军委主席             | 选举国家军委主席             | 选举国家军委主席             | 任命国家军委副主席           | 任命国家军委副主席           | 任命国家军委副主席           | 任命国家军委副主席           |
| 候选人                       | 赞成票                       | 反对票                       | 弃权                         | 候选人                       | 赞成票                       | 反对票                       | 弃权                         |
| 习近平                       | 2952                         | 0                            | 0                            | 张又侠                       | 2944                         | 1                            | 2                            |
| 习近平                       | 2952                         | 0                            | 0                            | 何卫东                       | 2947                         | 0                            | 0                            |
| 任命国务院总理               | 任命国务院总理               | 任命国务院总理               | 任命国务院总理               | 任命国务院副总理             | 任命国务院副总理             | 任命国务院副总理             | 任命国务院副总理             |
| 候选人                       | 赞成票                       | 反对票                       | 弃权                         | 候选人                       | 赞成票                       | 反对票                       | 弃权                         |
| 李强                         | 2936                         | 3                            | 8                            | 丁薛祥                       | 2944                         | 0                            | 2                            |
| 李强                         | 2936                         | 3                            | 8                            | 何立峰                       | 2943                         | 3                            | 0                            |
| 李强                         | 2936                         | 3                            | 8                            | 张国清                       | 2946                         | 0                            | 0                            |
| 李强                         | 2936                         | 3                            | 8                            | 刘国中                       | 2946                         | 0                            | 0                            |
| 选举全国人大常委会委员长     | 选举全国人大常委会委员长     | 选举全国人大常委会委员长     | 选举全国人大常委会委员长     | 选举国家监察委员会主任       | 选举国家监察委员会主任       | 选举国家监察委员会主任       | 选举国家监察委员会主任       |
| 候选人                       | 赞成票                       | 反对票                       | 弃权                         | 候选人                       | 赞成票                       | 反对票                       | 弃权                         |
| 赵乐际                       | 2952                         | 0                            | 0                            | 刘金国                       | 2943                         | 3                            | 1                            |
| 赵乐际                       | 2952                         | 0                            | 0                            | 刘源                         | 1                            | /                            | /                            |
| 选举最高人民法院院长         | 选举最高人民法院院长         | 选举最高人民法院院长         | 选举最高人民法院院长         | 选举最高人民检察院检察长     | 选举最高人民检察院检察长     | 选举最高人民检察院检察长     | 选举最高人民检察院检察长     |
| 候选人                       | 赞成票                       | 反对票                       | 弃权                         | 候选人                       | 赞成票                       | 反对票                       | 弃权                         |
| 张军                         | 2947                         | 1                            | 3                            | 应勇                         | 2947                         | 3                            | 7                            |
| 选举全国人大常委会副委员长   | 选举全国人大常委会副委员长   | 选举全国人大常委会副委员长   | 选举全国人大常委会副委员长   | 选举全国人大常委会秘书长     | 选举全国人大常委会秘书长     | 选举全国人大常委会秘书长     | 选举全国人大常委会秘书长     |
| 候选人                       | 赞成票                       | 反对票                       | 弃权                         | 候选人                       | 赞成票                       | 反对票                       | 弃权                         |
| 李鸿忠                       | 2950                         | 1                            | 1                            | 刘奇                         | 2952                         | 0                            | 0                            |
| 王东明                       | 2952                         | 0                            | 0                            | 刘奇                         | 2952                         | 0                            | 0                            |
| 肖捷                         | 2952                         | 0                            | 0                            | 刘奇                         | 2952                         | 0                            | 0                            |
| 郑建邦                       | 2952                         | 0                            | 0                            | 刘奇                         | 2952                         | 0                            | 0                            |
| 丁仲礼                       | 2952                         | 0                            | 0                            | 刘奇                         | 2952                         | 0                            | 0                            |
| 郝明金                       | 2952                         | 0                            | 0                            | 刘奇                         | 2952                         | 0                            | 0                            |
| 蔡达峰                       | 2952                         | 0                            | 0                            | 刘奇                         | 2952                         | 0                            | 0                            |
| 何维                         | 2952                         | 0                            | 0                            | 刘奇                         | 2952                         | 0                            | 0                            |
| 武维华                       | 2952                         | 0                            | 0                            | 刘奇                         | 2952                         | 0                            | 0                            |
| 铁凝                         | 2952                         | 0                            | 0                            | 刘奇                         | 2952                         | 0                            | 0                            |
| 彭清华                       | 2952                         | 0                            | 0                            | 刘奇                         | 2952                         | 0                            | 0                            |
| 张庆伟                       | 2952                         | 0                            | 0                            | 刘奇                         | 2952                         | 0                            | 0                            |
| 洛桑江村                     | 2952                         | 0                            | 0                            | 刘奇                         | 2952                         | 0                            | 0                            |
| 雪克来提·扎克尔              | 2952                         | 0                            | 0                            | 刘奇                         | 2952                         | 0                            | 0                            |
| 任命国务委员                 | 任命国务委员                 | 任命国务委员                 | 任命国务委员                 | 任命国务院秘书长             | 任命国务院秘书长             | 任命国务院秘书长             | 任命国务院秘书长             |
| 候选人                       | 赞成票                       | 反对票                       | 弃权                         | 候选人                       | 赞成票                       | 反对票                       | 弃权                         |
| 李尚福                       | 2946                         | 0                            | 0                            | 吴政隆                       | 2946                         | 0                            | 0                            |
| 王小洪                       | 2946                         | 0                            | 0                            | 吴政隆                       | 2946                         | 0                            | 0                            |
| 吴政隆                       | 2945                         | 1                            | 0                            | 吴政隆                       | 2946                         | 0                            | 0                            |
| 谌贻琴                       | 2943                         | 1                            | 2                            | 吴政隆                       | 2946                         | 0                            | 0                            |
| 秦刚                         | 2944                         | 2                            | 0                            | 吴政隆                       | 2946                         | 0                            | 0                            |
| 任命外交部部长               | 任命外交部部长               | 任命外交部部长               | 任命外交部部长               | 任命国防部部长               | 任命国防部部长               | 任命国防部部长               | 任命国防部部长               |
| 候选人                       | 赞成票                       | 反对票                       | 弃权                         | 候选人                       | 赞成票                       | 反对票                       | 弃权                         |
| 秦刚                         | 2946                         | 0                            | 0                            | 李尚福                       | 2946                         | 0                            | 0                            |
| 任命国家发展和改革委员会主任 | 任命国家发展和改革委员会主任 | 任命国家发展和改革委员会主任 | 任命国家发展和改革委员会主任 | 任命教育部部长               | 任命教育部部长               | 任命教育部部长               | 任命教育部部长               |
| 候选人                       | 赞成票                       | 反对票                       | 弃权                         | 候选人                       | 赞成票                       | 反对票                       | 弃权                         |
| 郑栅洁                       | 2944                         | 1                            | 1                            | 怀进鹏                       | 2938                         | 6                            | 2                            |
| 任命科学技术部部长           | 任命科学技术部部长           | 任命科学技术部部长           | 任命科学技术部部长           | 任命工业和信息化部部长       | 任命工业和信息化部部长       | 任命工业和信息化部部长       | 任命工业和信息化部部长       |
| 候选人                       | 赞成票                       | 反对票                       | 弃权                         | 候选人                       | 赞成票                       | 反对票                       | 弃权                         |
| 王志刚                       | 2932                         | 10                           | 4                            | 金壮龙                       | 2944                         | 2                            | 0                            |
| 任命国家民族事务委员会主任   | 任命国家民族事务委员会主任   | 任命国家民族事务委员会主任   | 任命国家民族事务委员会主任   | 任命公安部部长               | 任命公安部部长               | 任命公安部部长               | 任命公安部部长               |
| 候选人                       | 赞成票                       | 反对票                       | 弃权                         | 候选人                       | 赞成票                       | 反对票                       | 弃权                         |
| 潘岳                         | 2941                         | 4                            | 1                            | 王小洪                       | 2946                         | 0                            | 0                            |
| 任命国家安全部部长           | 任命国家安全部部长           | 任命国家安全部部长           | 任命国家安全部部长           | 任命民政部部长               | 任命民政部部长               | 任命民政部部长               | 任命民政部部长               |
| 候选人                       | 赞成票                       | 反对票                       | 弃权                         | 候选人                       | 赞成票                       | 反对票                       | 弃权                         |
| 陈一新                       | 2946                         | 0                            | 0                            | 唐登杰                       | 2944                         | 2                            | 0                            |
| 任命财政部部长               | 任命财政部部长               | 任命财政部部长               | 任命财政部部长               | 任命人力资源和社会保障部部长 | 任命人力资源和社会保障部部长 | 任命人力资源和社会保障部部长 | 任命人力资源和社会保障部部长 |
| 候选人                       | 赞成票                       | 反对票                       | 弃权                         | 候选人                       | 赞成票                       | 反对票                       | 弃权                         |
| 刘昆                         | 2939                         | 6                            | 1                            | 王晓萍                       | 2945                         | 1                            | 0                            |
| 任命自然资源部部长           | 任命自然资源部部长           | 任命自然资源部部长           | 任命自然资源部部长           | 任命生态环境部部长           | 任命生态环境部部长           | 任命生态环境部部长           | 任命生态环境部部长           |
| 候选人                       | 赞成票                       | 反对票                       | 弃权                         | 候选人                       | 赞成票                       | 反对票                       | 弃权                         |
| 王广华                       | 2945                         | 1                            | 0                            | 黄润秋                       | 2946                         | 0                            | 0                            |
| 任命住房和城乡建设部部长     | 任命住房和城乡建设部部长     | 任命住房和城乡建设部部长     | 任命住房和城乡建设部部长     | 任命交通运输部部长           | 任命交通运输部部长           | 任命交通运输部部长           | 任命交通运输部部长           |
| 候选人                       | 赞成票                       | 反对票                       | 弃权                         | 候选人                       | 赞成票                       | 反对票                       | 弃权                         |
| 倪虹                         | 2944                         | 0                            | 2                            | 李小鹏                       | 2942                         | 3                            | 1                            |
| 任命水利部部长               | 任命水利部部长               | 任命水利部部长               | 任命水利部部长               | 任命农业农村部部长           | 任命农业农村部部长           | 任命农业农村部部长           | 任命农业农村部部长           |
| 候选人                       | 赞成票                       | 反对票                       | 弃权                         | 候选人                       | 赞成票                       | 反对票                       | 弃权                         |
| 李国英                       | 2944                         | 1                            | 1                            | 唐仁健                       | 2945                         | 0                            | 1                            |
| 任命商务部部长               | 任命商务部部长               | 任命商务部部长               | 任命商务部部长               | 任命文化和旅游部部长         | 任命文化和旅游部部长         | 任命文化和旅游部部长         | 任命文化和旅游部部长         |
| 候选人                       | 赞成票                       | 反对票                       | 弃权                         | 候选人                       | 赞成票                       | 反对票                       | 弃权                         |
| 王文涛                       | 2945                         | 1                            | 0                            | 胡和平                       | 2944                         | 2                            | 0                            |
| 任命国家卫生健康委员会主任   | 任命国家卫生健康委员会主任   | 任命国家卫生健康委员会主任   | 任命国家卫生健康委员会主任   | 任命退役军人事务部部长       | 任命退役军人事务部部长       | 任命退役军人事务部部长       | 任命退役军人事务部部长       |
| 候选人                       | 赞成票                       | 反对票                       | 弃权                         | 候选人                       | 赞成票                       | 反对票                       | 弃权                         |
| 马晓伟                       | 2917                         | 21                           | 8                            | 裴金佳                       | 2942                         | 2                            | 2                            |
| 任命应急管理部部长           | 任命应急管理部部长           | 任命应急管理部部长           | 任命应急管理部部长           | 任命人民银行行长             | 任命人民银行行长             | 任命人民银行行长             | 任命人民银行行长             |
| 候选人                       | 赞成票                       | 反对票                       | 弃权                         | 候选人                       | 赞成票                       | 反对票                       | 弃权                         |
| 王祥喜                       | 2946                         | 0                            | 0                            | 易纲                         | 2944                         | 1                            | 1                            |
| 任命审计署审计长             |                              |                              |                              |                              |                              |                              |                              |
| 候选人                       | 赞成票                       | 反对票                       |                              |                              |                              |                              |                              |
| 侯凯                         | 2944                         | 2                            | 0                            |                              |                              |                              |                              |

## 法律/决议案表决结果
| 表决主题                                                           | 赞成票 | 反对票 | 弃权 | 出席代表通过率 | 法定通過率 |
| ------------------------------------------------------------------ | ------ | ------ | ---- | -------------- | ---------- |
| 李克强总理的国务院政府工作报告（2023）                             | 2946   | 0      | 1    | 99.97%         | 98.96%     |
| 国务院机构改革方案（《党和国家机构改革方案》的一部分）             | 2951   | 1      | 0    | 99.97%         | 99.13%     |
| 第十四届全国人大一次会议选举和决定任命的办法                       | 2948   | 1      | 3    | 99.86%         | 99.03%     |
| 修改《中华人民共和国立法法》                                       | 2924   | 12     | 11   | 99.92%         | 98.22%     |
| 2022年国民经济和社会发展计划执行情况与2023年国民经济和社会发展计划 | 2912   | 22     | 13   | 98.81%         | 97.82%     |
| 2022年中央和地方预算执行情况与2023年中央和地方预算                 | 2897   | 30     | 20   | 98.30%         | 97.31%     |
| 栗战书委员长的全国人民代表大会常务委员会工作报告                   | 2931   | 11     | 4    | 99.46%         | 98.45%     |
| 周强院长的最高人民法院工作报告                                     | 2874   | 49     | 24   | 97.52%         | 96.54%     |
| 张军检察长的最高人民检察院工作报告                                 | 2880   | 40     | 27   | 97.73%         | 96.74%     |

## 选举结果
2023年3月10日，习近平在十四届全国人大一次会议上以全票第三次当选为中华人民共和国主席，是中华人民共和国历史上第一位任期超过十年的国家主席，任期超越包括毛泽东在内的历任中国国家主席。

## 新闻发布会
- 2023年3月4日12时，十四届全国人大一次会议在人民大会堂新闻发布厅举行新闻发布会，大会发言人就大会议程与人大工作相关问题答中外记者问，本次发布会恢复采用现场方式形式进行[8]。
- 2023年3月7日10时，十四届全国人大一次会议在人民大会堂新闻发布厅举行记者会，国务委员兼外交部长秦刚就“中国外交政策和对外关系”相关问题回答记者提问[21]。
- 2023年3月13日上午，国务院总理李强在人民大会堂三楼金色大厅出席记者会并回答记者提问[22]，惟次年3月，官方宣布如无特殊情况，这届全国人大后几年不再举行总理记者会，故本次是李强出任总理后首次亦是唯一一次总理记者会[23]。

### 代表通道
- 2023年3月5日，十四届全国人大一次会议开幕会开始前（8:00-8:40）举行首场“代表通道”采访活动，邀请6位基层一线人大代表通过现场方式接受采访：中国国家女子足球队主教练水庆霞，徐工集团工程机械股份有限公司总工程师单增海，海军辽宁舰某中队少校政治教导员朱悦萌，浙江省安吉县余村村党支部书记汪玉成，成都大熊猫繁育研究基地副主任侯蓉，云南大学教授、中国科学院院士张克勤。[24]。
- 2023年3月7日，十四届全国人大一次会议第二次全体会议开始前（14:00-14:40）举行第二场“代表通道”采访活动，邀请6位来自不同行业基层一线人大代表通过现场方式接受采访：北京团航天科技集团五院嫦娥四号探测器总设计师孙泽洲，广东团南方科技大学校长、中国科学院院士薛其坤，湖南团湖南科技大学海洋实验室主任万步炎，青海团西宁市兴海路街道党工委书记刘小蓉，辽宁团中国科学院金属研究所研究员孙东明，贵州团“中国天眼”总工程师姜鹏。[25]。
- 2023年3月12日，十四届全国人大一次会议第五次全体会议开始前（8:00-8:40）举行第三场“代表通道”采访活动，邀请6位来自不同行业基层一线人大代表通过现场方式接受采访：福建团福建农林大学教授廖红，黑龙江团中国男子短道速滑队运动员任子威，湖北团华中科技大学计算机学院教授冯丹，天津团天津港第一港埠有限公司拖头队副队长成卫东，甘肃团读者杂志副总编辑陈天竺，山东团山东大学儒学高等研究院教授杨朝明。[26]。

### 部长通道
- 2023年3月5日，十四届全国人大一次会议开幕会结束后，举行首场“部长通道”采访活动，邀请3位列席会议的国务院有关部委负责人：工业和信息化部部长金壮龙、科技部部长王志刚、生态环境部部长黄润秋，采用现场方式形式进行[27]。
- 2023年3月7日，十四届全国人大一次会议第二次全体会议结束后举行第二场“部长通道”采访活动，邀请3位列席会议的国务院有关部委负责人：住房和城乡建设部部长倪虹、应急管理部部长王祥喜、国家市场监督管理总局局长罗文，采用现场方式形式进行[28]。
- 2023年3月12日，十四届全国人大一次会议第五次全体会议结束后举行第三场“部长通道”采访活动，邀请3位列席会议的国务院有关部委负责人：国家体育总局局长高志丹、国家统计局局长康义、自然资源部部长王广华，采用现场方式形式进行。[29]

## 其它情況
- 為防止類似「北京四通桥抗议」的情況再次出現，北京當局加強了戒備，除了緊急招用大批「看橋員」，北京東長安街更是十步一警。[30]另据传当局加强了对翻墙软件的封锁。
- 习近平以全票2952票三连任国家主席引起网络热议，然而评论区却遭到审查，留言清一色是支持表态；李强在人大闭幕式上提到的“老网民”在网上也受到限制。[31]